# Grant Munro
Grant Munro est un animateur, réalisateur et acteur canadien né le 25 avril 1923 à Winnipeg (Canada) et mort le 9 décembre 2017 à Montréal (Canada).

## Biographie

### Les débuts
Dans son enfance, Grant Munro s'intéresse à la sculpture et à la création de flipbooks. Il aimerait suivre des cours de danse, ce que désapprouve son père. Il étudie à la Musgrove School of Art et à la Winnipeg School of Art. Quelques années plus tard, il est diplômé de l'Ontario College of Arts, où, étudiant en sculpture, il est remarqué par le professeur et peintre Franklin Carmichael. Ce dernier, membre du Groupe des sept, l'aide à trouver un emploi à l'Office national du film du Canada (ONF). Chef du service animation de l'ONF, Norman McLaren l'embauche en 1944 après l'avoir reçu en entrevue. Grant Munro est alors affecté à l'animation de titres et de génériques de documentaires. Satisfait de son travail, McLaren l'assigne ensuite aux séries d'animation Chansons populaires et Let's All Sing Together,.

### Cheminement professionnel
Le premier passage de Grant Munro à l'ONF est bref, puisque, peu de temps après son embauche, René Jodoin et lui quittent le Canada pour le Mexique « où ils espèrent faire des films et de l’art » . Revenu au pays, Munro travaille temporairement chez Crawley Films. Son retour à l'ONF a lieu en 1951.
À la fin des années 1950, Munro quitte une deuxième fois l'ONF. Il se rend à Londres, en Angleterre, travailler au sein du studio T.V. Cartoons de George Dunning. Il réintègre l'ONF au début des années 1960 et y demeurera jusqu'à sa retraite en 1988.

### Réalisateur et acteur
Travaillant les papiers découpés, technique alors couramment utilisée à l'ONF en raison de son coût peu élevé, Grant Munro signe notamment, en 1945, The Man on the Flying Trapeze et Clementine, de la série Let's All Sing Together. La même année, il collabore à l'un des premiers films de George Dunning, The Three Blind Mice. En 1947, il a recours à la même technique d'animation dans Stanley Takes a Trip, réalisé avec Jim MacKay et Helen MacKay.
La carrière de Grant Munro suivra le fil de plusieurs coréalisations et collaborations, dont plusieurs avec Norman McLaren. Ses talents d'acteur et de danseur sont souvent sollicités.
Ainsi, il participe, à titre d'acteur, à l'un des films les plus célèbres de l'ONF, la fable pacifiste Voisins / Neighbours, de McLaren (1952). Les mouvements de Jean-Paul Ladouceur et lui y sont créés en pixillation. McLaren, pour ce film, sollicite la contribution de ses collaborateurs. Ainsi, dans la longue entrevue donnée au magazine Séquences en 1975, il révèle que l'idée des masques et celle de la scène où l'un des protagonistes frappe une mère et son enfant viennent de Munro. De même, l'expérience de tournage fut, pour Munro, une performance physique. Pour les passages le montrant flottant dans les airs, Munro devait sauter à plusieurs reprises, McLaren prenant une photo à chaque extrémité du saut. Munro, fatigué, devait s'étendre après chaque série de 25 ou 30 sauts.
Tourné en pixillation, Two Bagatelles (1952), de McLaren et Munro, est un court métrage fantaisiste et expérimental composé de deux courts sketches entièrement interprétés par Munro. La première partie de ce film est une scène rejetée de Voisins / Neighbours.
Munro apparaît de nouveau à l'écran dans Canon (1964), coréalisé par McLaren et lui. Ce film, qui devait s'inscrire dans une série d'exercices sur la transcription de la musique à l'écran restée inachevée, se veut une variation sur le thème du canon. La passion de McLaren et Munro pour le mouvement corporel atteint un sommet dans Six and Seven Eighths (1959), œuvre n'ayant jamais été distribuée par l'ONF, mais disponible depuis dans l'anthologie publiée par Milestone. Il s'agit ici de faire l'expérience de l'effet de l'alcool sur le mouvement du corps. Sous la direction de McLaren, Munro y joue cinq fois un numéro de danse, le réalisateur et lui absorbant quelques gorgées de gin entre chaque prise.
Le savoir-faire de McLaren et Munro développé au cours de plusieurs décennies dans le domaine du cinéma d'animation se retrouve enseigné dans la série éducative en cinq épisodes Le Mouvement image par image (1976, 1977 et 1978) qui constitue le point culminant d'une longue carrière. Il s'agit de leur dernière coréalisation. 
Si McLaren est un collaborateur régulier, des collaborations avec d'autres réalisateurs émaillent la filmographie de Munro. Ainsi, dans Caprice de Noël (1963), Grant Munro tient le rôle d'un bouffon dont les apparitions relient les segments réalisés par Norman McLaren, Gerald Potterton, Jeff Hale et lui. Il apparaît aussi comme acteur et coréalisateur (avec Don Arioli) dans Ashes of Doom (1970), publicité sociétale humoristique produite par l'ONF dans le cadre d'une série antitabagiste. 
La filmographie de Grant Munro compte aussi quelques titres dont il est le seul réalisateur et qui indiquent l'éclectisme de la démarche. En 1954, le cinéaste termine One Little Indian, dont la narration de la version française (intitulée Drôle de micmac) est signée par l'écrivaine Anne Hébert. Ce film est l'une des premières animation de marionnettes tournées au Canada, une technique qui y était alors marginale. Réquisitoire contre la guerre combinant animation, prises de vues réelles et trucages, Jouets (1966) montre des figurines se livrant à des combats belliqueux. Après 1970, Munro se tourne vers le cinéma documentaire, réalisant Tour en l'air (1973), sur David Holmes et Anna Marie Holmes, le couple de danseurs filmés par McLaren dans Ballet Adagio; Boo Hoo (1974), où un surintendant de cimetière retraité raconte des anecdotes reliées à son travail, et See You in the Funny Papers (1980), portrait de l'auteure de bande dessinée canadienne Lynn Johnston.
La carrière cinématographique de Grant Munro est diversifiée, comme l'indiquent ses nombreuses collaborations, sa polyvalence et la variété technique et esthétique de son œuvre. Proche collaborateur de McLaren, il sait aussi faire preuve d'un esprit d'équipe.

## Filmographie

### Réalisateur
- 1947 : Stanley Takes a Trip (coréalisateurs : Jim MacKay, Helen MacKay)
- 1952 : Two Bagatelles (coréalisateur : Norman McLaren)
- 1954 : One Little Indian
- 1963 : Caprice de Noël (en) (coréalisateurs : Norman McLaren, Gerald Potterton et Jeff Hale)
- 1964 : Canon (coréalisateur : Norman McLaren)
- 1966 : The Animal Movie (coréalisateur : Ron Tunis)
- 1966 : Jouets
- 1970 : Ashes of Doom (coréalisateur : Don Arioli)
- 1973 : Tour en l'air
- 1974 : Boo Hoo
- 1976, 1977 et 1978 : Le Mouvement image par image (coréalisateur : Norman McLaren)
- 1980 : See You in the Funny Papers

### Acteur
- 1952 : Voisins / Neighbours
- 1952 : Two Bagatelles
- 1953 : Ballot-o-Maniac
- 1959 : Six and Seven Eighths
- 1963 : Caprice de Noël
- 1964 : Canon
- 1970 : Ashes of Doom

## Hommages et distinctions
Membre du jury de la première édition du Festival international du film d'animation d'Annecy en 1960.
À l'occasion de la parution d'une anthologie de ses films sur DVD par la société américaine Milestone, le Musée d'art moderne de New York lui rend hommage en 2003 puis la Cinémathèque québécoise en 2004.
L'Université Concordia lui remet un doctorat honorifique en 2007.
En 2008, il est nommé officier de l'ordre du Canada.